# Chicomurex
Chicomurex is een geslacht van weekdieren uit de klasse van de Gastropoda (slakken).

## Soorten
- Chicomurex elliscrossi (Fair, 1974)
- Chicomurex globus Houart, Moe & Chen, 2015
- Chicomurex gloriosus (Shikama, 1977)
- Chicomurex laciniatus (G. B. Sowerby II, 1841)
- Chicomurex lani Houart, Moe & Chen, 2014
- Chicomurex protoglobosus Houart, 1992
- Chicomurex pseudosuperbus Houart, Moe & Chen, 2015
- Chicomurex ritae Houart, 2013
- Chicomurex rosadoi Houart, 1999
- Chicomurex superbus (G. B. Sowerby III, 1889)
- Chicomurex tagaroae Houart, 2013
- Chicomurex turschi (Houart, 1981)
- Chicomurex venustulus (Rehder & Wilson, 1975)